# Gary Mackay-Steven
Gary Sean Mackay-Steven (Thurso, 31 augustus 1990) is een Schots voetballer die doorgaans speelt als linksbuiten. In juli 2025 verruilde hij Kilmarnock voor Ross County. Mackay-Steven maakte in 2013 zijn debuut in het Schots voetbalelftal.

## Clubcarrière
Mackay-Steven speelde in de jeugdopleidingen van Ross County, Liverpool en Fulham. Nadat hij een jaar nergens had gespeeld, werd hij opgepikt door Airdrie United. Voor die club speelde hij 21 wedstrijden in de Scottish Second Division, voordat hij in juli 2011 voor twee jaar tekende bij Dundee United. Aldaar verlengde hij in januari 2012 zijn verbintenis tot medio 2015. Vier seizoenen lang was Mackay-Steven een vaste waarde in het basiselftal van Dundee United, waarmee hij in het seizoen 2013/14 de finale van de Scottish Cup bereikte.
In februari 2015 maakte hij de overstap van Dundee naar Celtic, waar hij een contract voor vier seizoenen tekende. Op 4 maart 2015 maakte Mackay-Steven zijn debuut voor Celtic in de competitiewedstrijd tegen St. Johnstone (0–1 verlies). Met Celtic won hij in het seizoen 2014/15 zijn eerste landstitel. De twee jaren daarna werd de club eveneens landskampioen, maar het aandeel van Mackay-Steven bleef in het seizoen 2016/17 beperkt tot acht competitiewedstrijden. Hierop verkaste hij in de zomer van 2017 naar Aberdeen, waar hij zijn handtekening zette onder een verbintenis voor de duur van twee seizoenen.
Na deze verbintenis verkaste Mackay-Steven transfervrij naar de Verenigde Staten, waar hij voor anderhalf jaar tekende bij New York City. Heart of Midlothian liet de Schot in januari 2021 terugkeren naar zijn vaderland. In december 2023 tekende hij tot aan de winterstop bij Kilmarnock. Later werd zijn contract verlengd tot het einde van het seizoen. Hij bleef daarna nog een jaar langer, voor zijn oude jeugdclub Ross County hem overnam.

## Clubstatistieken
| Seizoen | Club                | Competitie          | Competitie | Competitie | Beker | Beker | Internationaal | Internationaal | Totaal | Totaal |
| Seizoen | Club                | Competitie          | Wed.       | Dlp.       | Wed.  | Dlp.  | Wed.           | Dlp.           | Wed.   | Dlp.   |
| ------- | ------------------- | ------------------- | ---------- | ---------- | ----- | ----- | -------------- | -------------- | ------ | ------ |
| 2010/11 | Airdrie United      | Second Division     | 19         | 0          | 2     | 2     | —              | —              | 21     | 2      |
| 2011/12 | Dundee United       | Premiership         | 31         | 4          | 4     | 1     | 1              | 0              | 36     | 5      |
| 2012/13 | Dundee United       | Premiership         | 23         | 5          | 4     | 2     | 2              | 0              | 29     | 7      |
| 2013/14 | Dundee United       | Premiership         | 35         | 7          | 6     | 3     | —              | —              | 41     | 10     |
| 2014/15 | Dundee United       | Premiership         | 21         | 5          | 4     | 0     | —              | —              | 25     | 5      |
| 2014/15 | Celtic              | Premiership         | 13         | 4          | 0     | 0     | 2              | 0              | 15     | 4      |
| 2015/16 | Celtic              | Premiership         | 25         | 4          | 5     | 2     | 7              | 0              | 37     | 5      |
| 2016/17 | Celtic              | Premiership         | 8          | 0          | 1     | 0     | 1              | 0              | 10     | 0      |
| 2017/18 | Aberdeen            | Premiership         | 31         | 5          | 7     | 3     | 4              | 1              | 42     | 9      |
| 2018/19 | Aberdeen            | Premiership         | 20         | 4          | 8     | 2     | 2              | 1              | 30     | 7      |
| 2019    | New York City       | Major League Soccer | 12         | 1          | 0     | 0     | —              | —              | 12     | 1      |
| 2020    | New York City       | Major League Soccer | 25         | 2          | 0     | 0     | 2              | 0              | 27     | 2      |
| 2020/21 | Heart of Midlothian | Championship        | 17         | 4          | 1     | 0     | —              | —              | 18     | 4      |
| 2021/22 | Heart of Midlothian | Premiership         | 32         | 2          | 8     | 2     | —              | —              | 40     | 4      |
| 2022/23 | Heart of Midlothian | Premiership         | 4          | 0          | 1     | 0     | 1              | 0              | 6      | 0      |
| 2023/24 | Kilmarnock          | Premiership         | 9          | 1          | 1     | 0     | —              | —              | 10     | 1      |
| 2024/25 | Kilmarnock          | Premiership         | 10         | 0          | 1     | 0     | 2              | 0              | 13     | 0      |
| 2025/26 | Ross County         | Premiership         | 0          | 0          | 0     | 0     | —              | —              | 0      | 0      |
| Totaal  | Totaal              | Totaal              | 335        | 39         | 53    | 17    | 24             | 2              | 412    | 58     |

Bijgewerkt op 3 juli 2025.

## Interlandcarrière
Mackay-Steven maakte zijn debuut in het Schots voetbalelftal op 15 november 2013. Op die dag werd een vriendschappelijke wedstrijd tegen de Verenigde Staten met 0–0 gelijkgespeeld. De middenvelder begon op de reservebank en mocht in de tweede helft van bondscoach Gordon Strachan invallen voor Craig Conway. De andere debutant dit duel was Gordon Greer (Brighton & Hove Albion).
| Interlands van Gary Mackay-Steven voor Schotland | Interlands van Gary Mackay-Steven voor Schotland | Interlands van Gary Mackay-Steven voor Schotland | Interlands van Gary Mackay-Steven voor Schotland | Interlands van Gary Mackay-Steven voor Schotland | Interlands van Gary Mackay-Steven voor Schotland |
| №                                                | Datum                                            | Wedstrijd                                        | Uitslag                                          | Competitie                                       | Goals                                            |
| Als speler bij Dundee United                     | Als speler bij Dundee United                     | Als speler bij Dundee United                     | Als speler bij Dundee United                     | Als speler bij Dundee United                     | Als speler bij Dundee United                     |
| ------------------------------------------------ | ------------------------------------------------ | ------------------------------------------------ | ------------------------------------------------ | ------------------------------------------------ | ------------------------------------------------ |
| 1                                                | 15 november 2013                                 | Schotland – Verenigde Staten                     | 0 – 0                                            | Vriendschappelijk                                |                                                  |
| Als speler bij Aberdeen                          |                                                  |                                                  |                                                  |                                                  |                                                  |
| 2                                                | 14 oktober 2018                                  | Schotland – Portugal                             | 1 – 3                                            | Vriendschappelijk                                |                                                  |

Bijgewerkt op 3 juli 2025.

## Erelijst
| Competitie          |        |                           |        |        |
| Competitie          | Aantal | Jaren                     |        |        |
| Celtic              | Celtic | Celtic                    | Celtic | Celtic |
| ------------------- | ------ | ------------------------- | ------ | ------ |
| Premiership         | 3      | 2014/15, 2015/16, 2016/17 |        |        |
| Scottish Cup        | 1      | 2016/17                   |        |        |
| League Cup          | 2      | 2014/15, 2016/17          |        |        |
| Heart of Midlothian |        |                           |        |        |
| Championship        | 1      | 2020/21                   |        |        |